# Saranac (Michigan)
Saranac – wieś w Stanach Zjednoczonych, w stanie Michigan, w hrabstwie Ionia.